# اتحادیه هلنی
اتحادیه هِلِنی که به اتحادیه کورینْث هم معروف است، فدراسیونی از دولت‌های یونانی بود که توسط فیلیپ مقدونی در زمستان سال ۳۳۸/۳۳۷ پیش از میلاد تشکیل شد و در سال ۳۳۶ پیش از میلاد تحت فرمان اسکندر درآمد و او نیز با رهبری بر این اتحادیه به شاهنشاهی ایران حمله کرد.برای نخستین بار در تاریخ، تقریباً تمامی سرزمین یونان زیر پرچم یک حکومت واحد متحد گردید.
در سال ۳۴۶ پیش از میلاد، ایزوکراتس ابتدا شاه فیلیپ دوم مقدونی را ترغیب کرد تا یونان را علیه ایرانیان متحد کند. پس از نبرد کرونیا، اتحادیه کورینت تشکیل شد و تحت کنترل فیلیپ قرار گرفت. اسکندر مقدونی از اتحادیه پدرش برای برنامه‌ریزی حمله سراسری هلنی به آسیا به منظور گسترش مقدونیه و انتقام از امپراتوری ایران استفاده کرد. در دوره هلنیستی، برخی از حاکمان آنتگونی مقدونیه به‌طور خلاصه این اتحادیه، که به عنوان «اتحاد هلنی» نیز شناخته می‌شود، را احیا کردند.
عنوان «اتحادیه کورینت» توسط مورخان مدرن ابداع شده است زیرا اولین شورای این اتحادیه در کورینت برگزار شد، اگرچه واژه یونانی «synedrion» بهتر است به عنوان «کنگره» یا «کنفرانس» ترجمه شود تا «اتحادیه». صفت هلنی از واژه «Hellenikos» به معنای «مربوط به یونان و یونانیان» گرفته شده است. این سازمان اولین بار در تاریخ بود که دولت‌شهرهای یونانی (به استثنای قابل توجه اسپارت، که فقط بعداً تحت شرایط اسکندر به آن ملحق شد) تحت یک نهاد سیاسی واحد متحد می‌شدند.